# Джексон Тауншип (округ Лебанон, Пенсільванія)
Джексон Тауншип (англ. Jackson Township) — селище (англ. township) в США, в окрузі Лебанон штату Пенсільванія. Населення — 9348 осіб (2020).

## Демографія
Згідно з переписом 2010 року, у селищі мешкали 8163 особи в 3125 домогосподарствах у складі 2364 родин. Було 3330 помешкань
Расовий склад населення:
| - 97,7 % — білих - 0,6 % — чорних або афроамериканців - 0,6 % — азіатів - 0,1 % — корінних американців |

До двох чи більше рас належало 0,8 %. Частка іспаномовних становила 1,6 % від усіх жителів.
За віковим діапазоном населення розподілялося таким чином: 23,7 % — особи молодші 18 років, 53,1 % — особи у віці 18—64 років, 23,2 % — особи у віці 65 років та старші. Медіана віку мешканця становила 43,8 року. На 100 осіб жіночої статі у селищі припадало 92,6 чоловіків;  на 100 жінок у віці від 18 років та старших — 90,6 чоловіків також старших 18 років.
Середній дохід на одне домашнє господарство  становив 68 108 доларів США (медіана — 56 304), а середній дохід на одну сім'ю — 78 291 долар (медіана — 64 777). Медіана доходів становила 47 789 доларів для чоловіків та 39 933 долари для жінок. За межею бідності перебувало 4,1 % осіб, у тому числі 4,3 % дітей у віці до 18 років та 3,2 % осіб у віці 65 років та старших.
Цивільне працевлаштоване населення становило 3742 особи. Основні галузі зайнятості: освіта, охорона здоров'я та соціальна допомога — 19,8 %, виробництво — 15,2 %, сільське господарство, лісництво, риболовля — 11,5 %, роздрібна торгівля — 10,0 %.